# VAIO

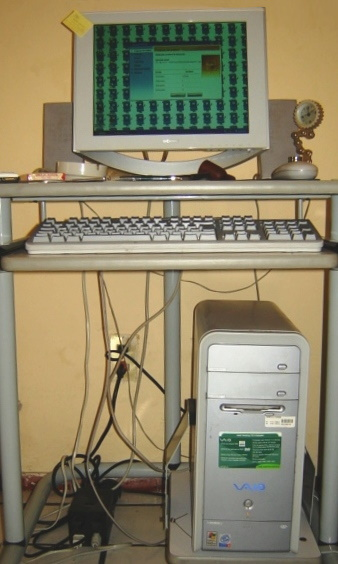
Computadora de escritorio Sony Vaio PCV-RS, uno de los primeros modelos de la marca.

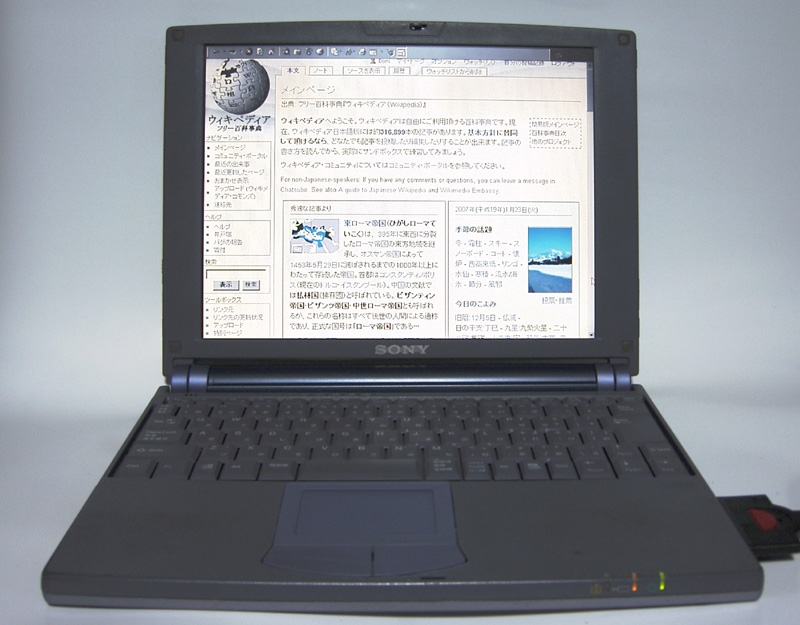
Sony Vaio 505GX

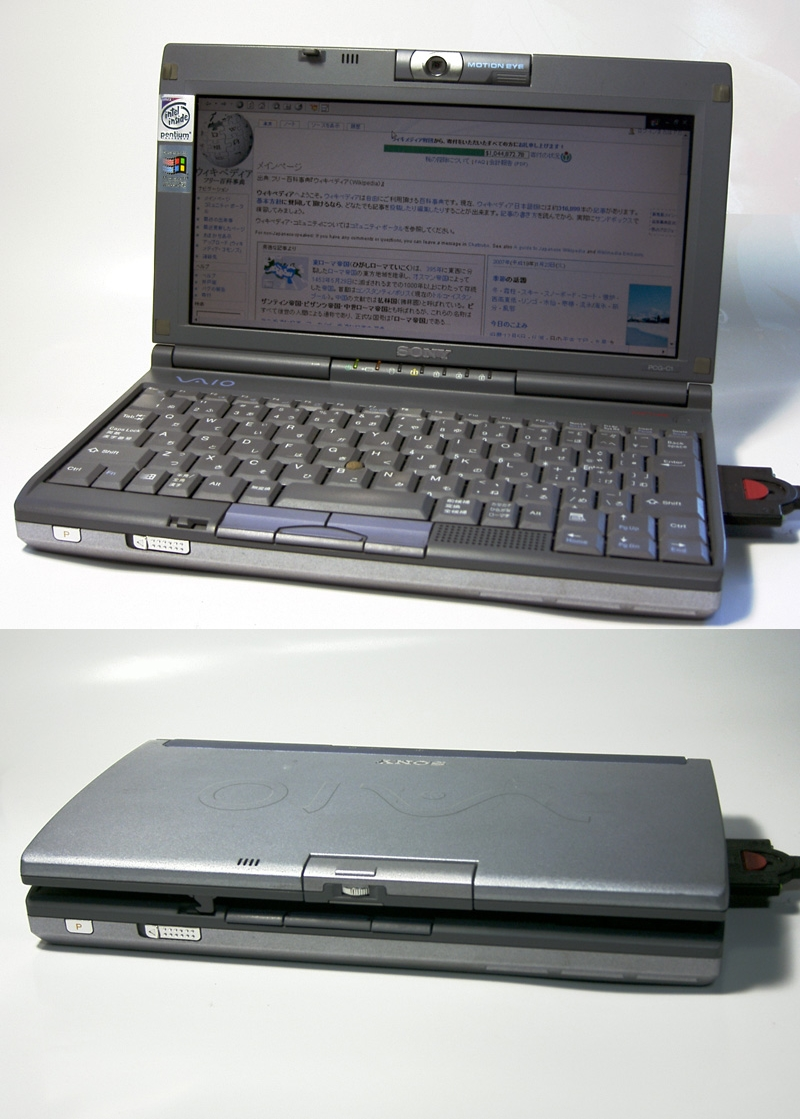
Uno de los primeros Sony Vaio C1 PictureBook

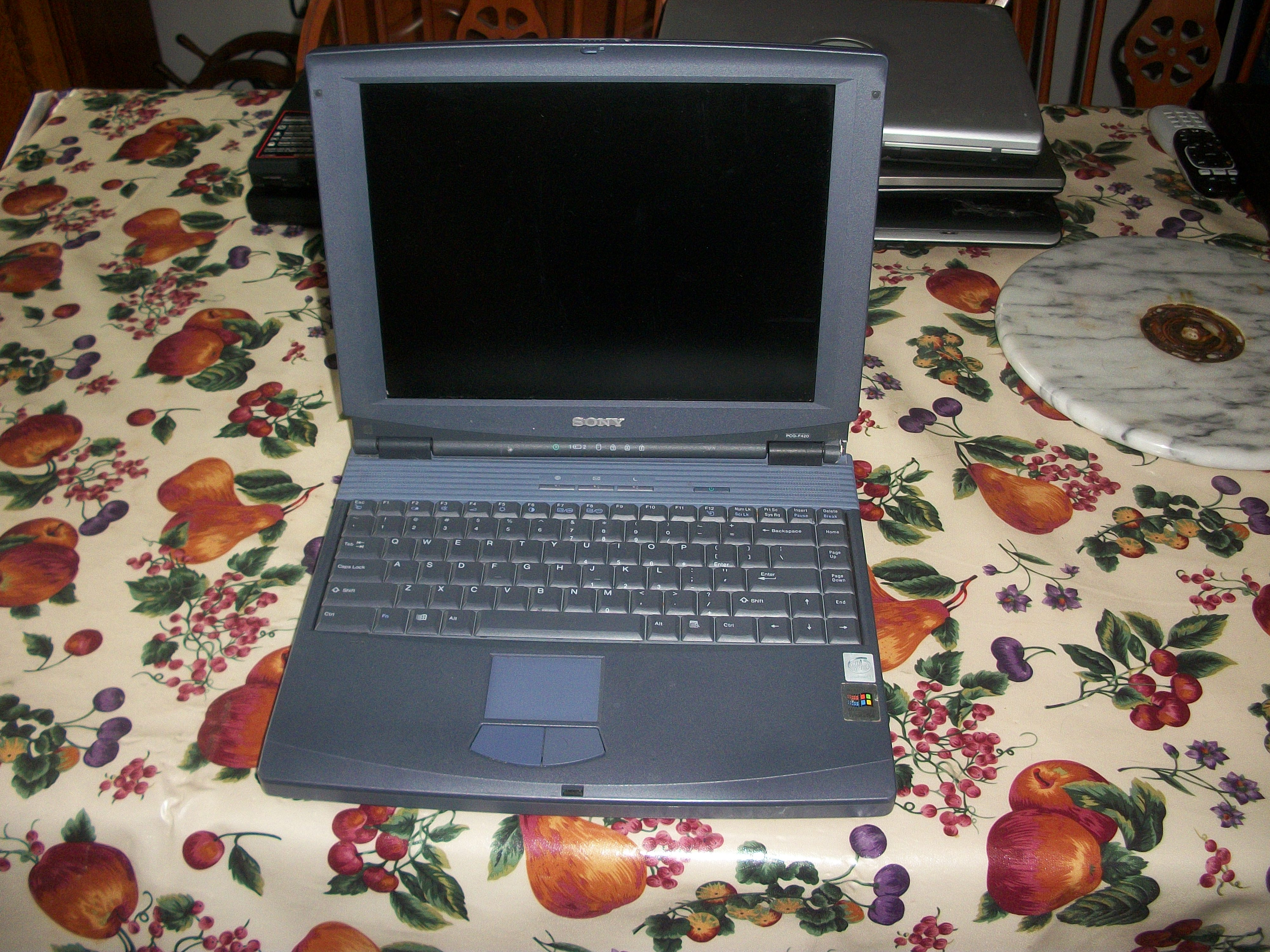
Portátil Sony Vaio PCG-F420 de 1999-2000

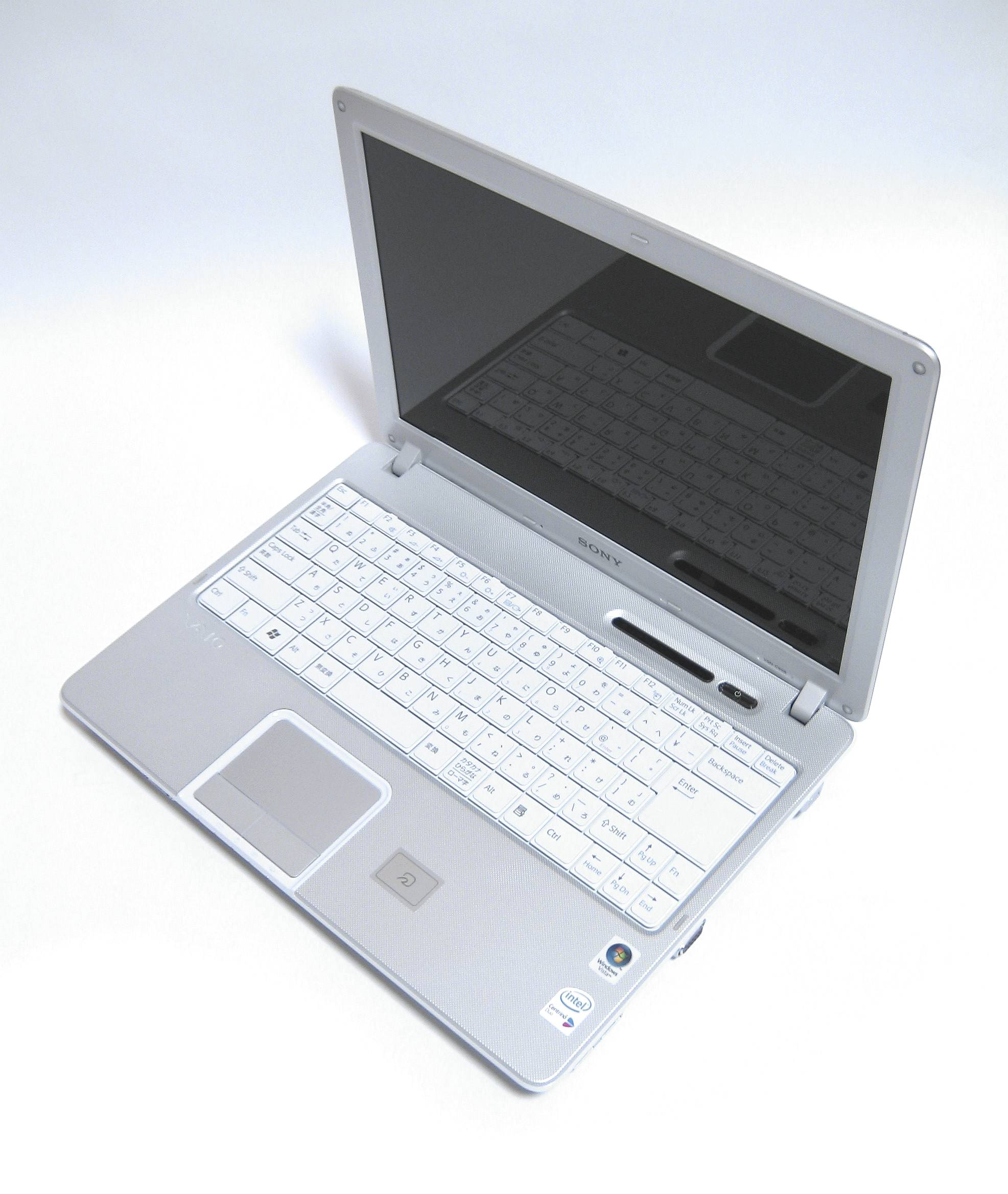
Sony Vaio C series

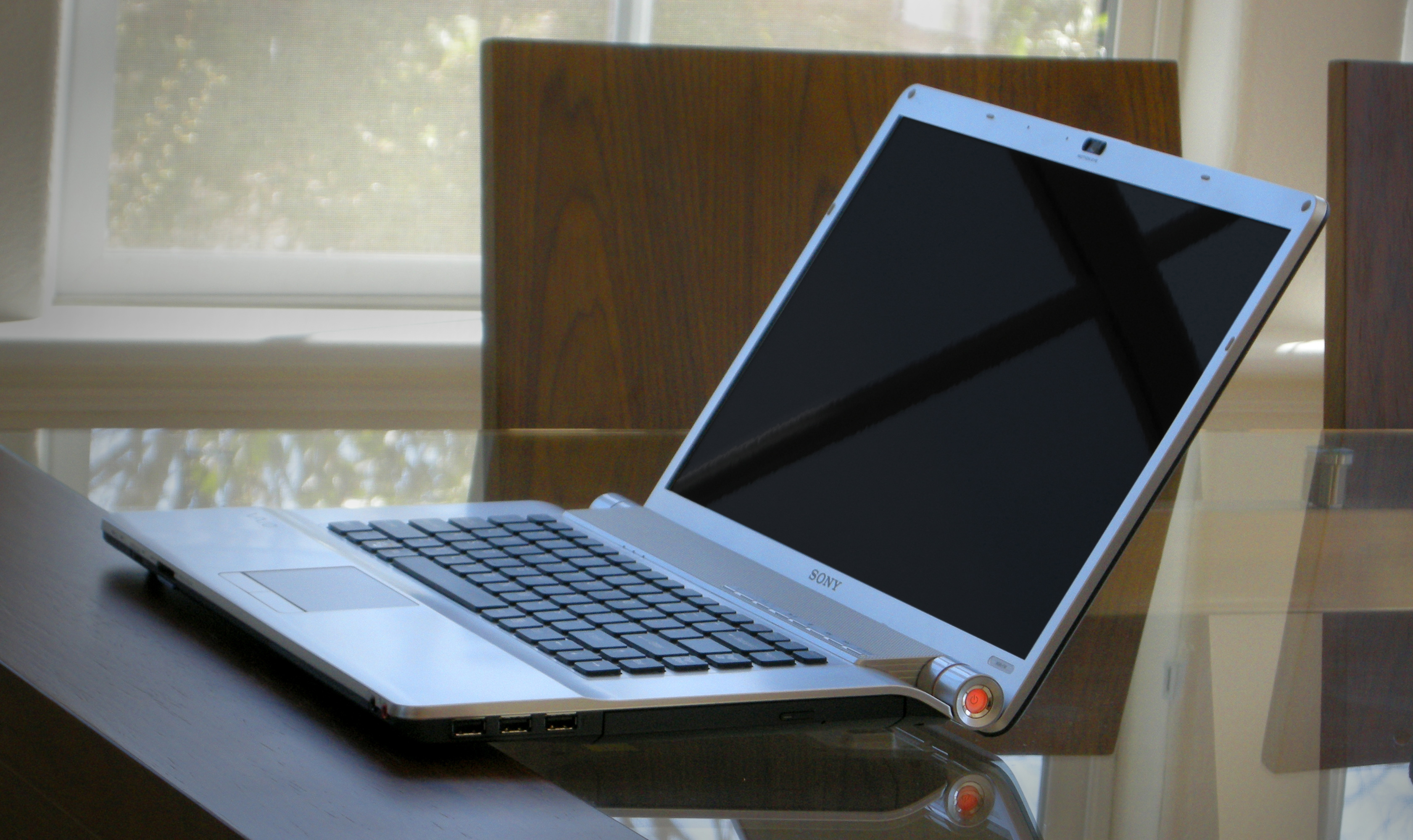
Sony Vaio FW series (2009)

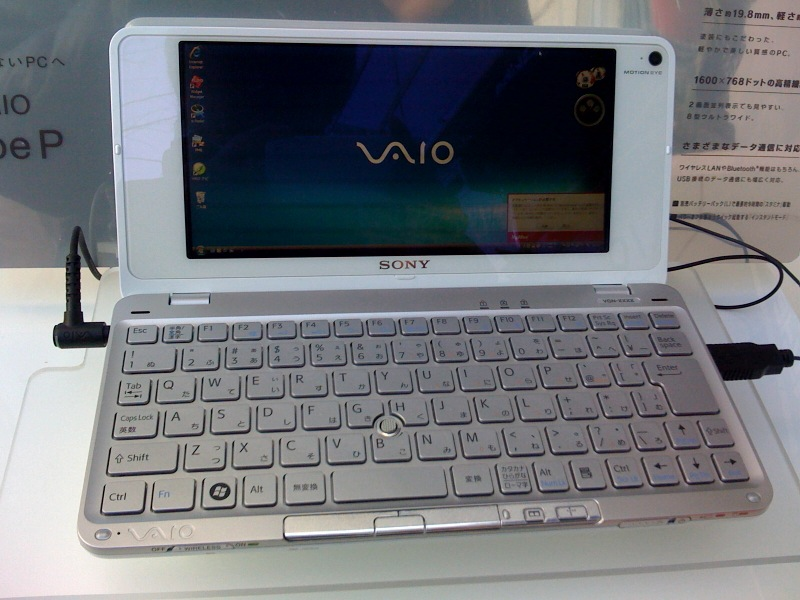
Sony VAIO P-Series (2009)

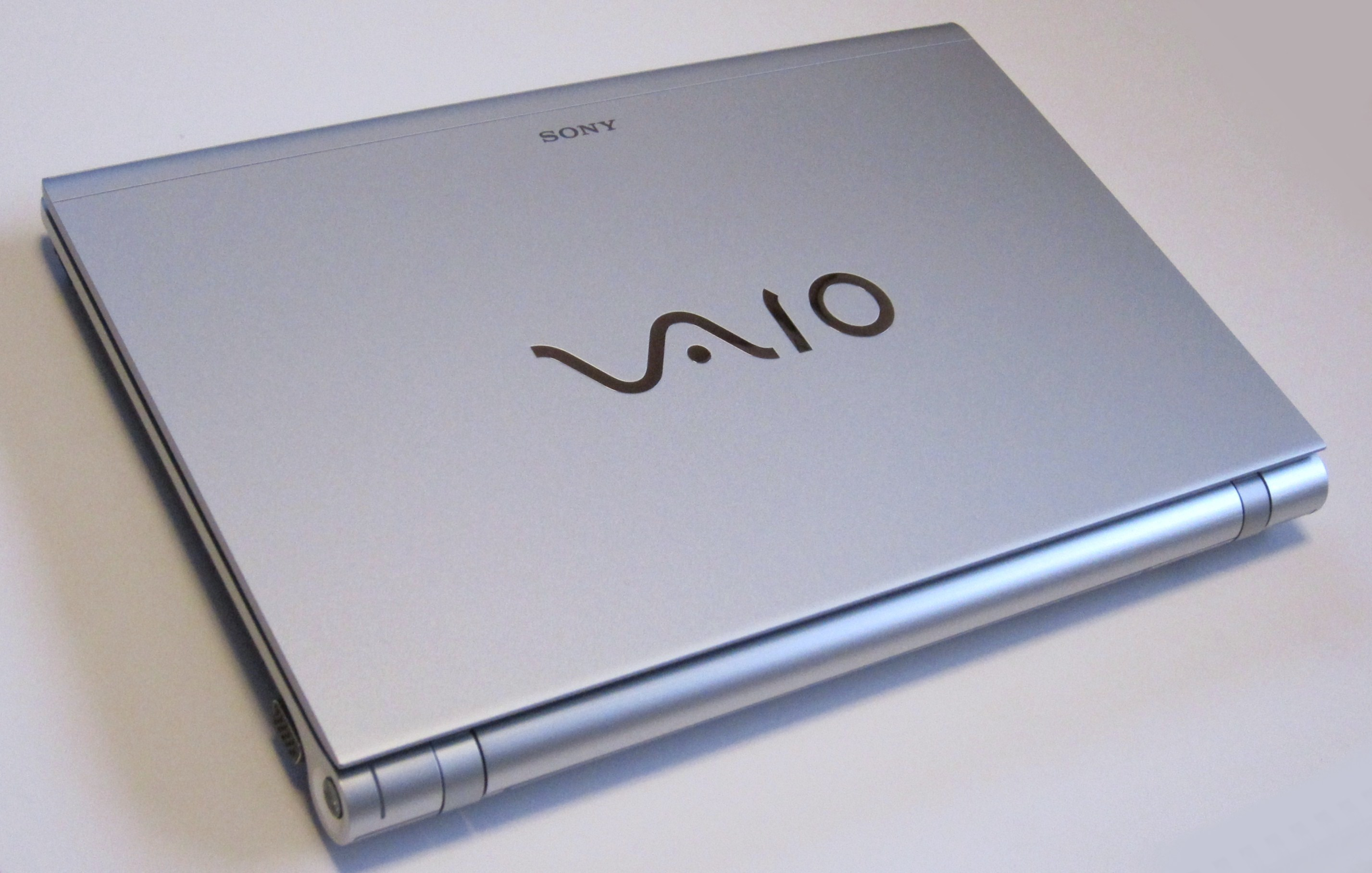
Sony Vaio Z series

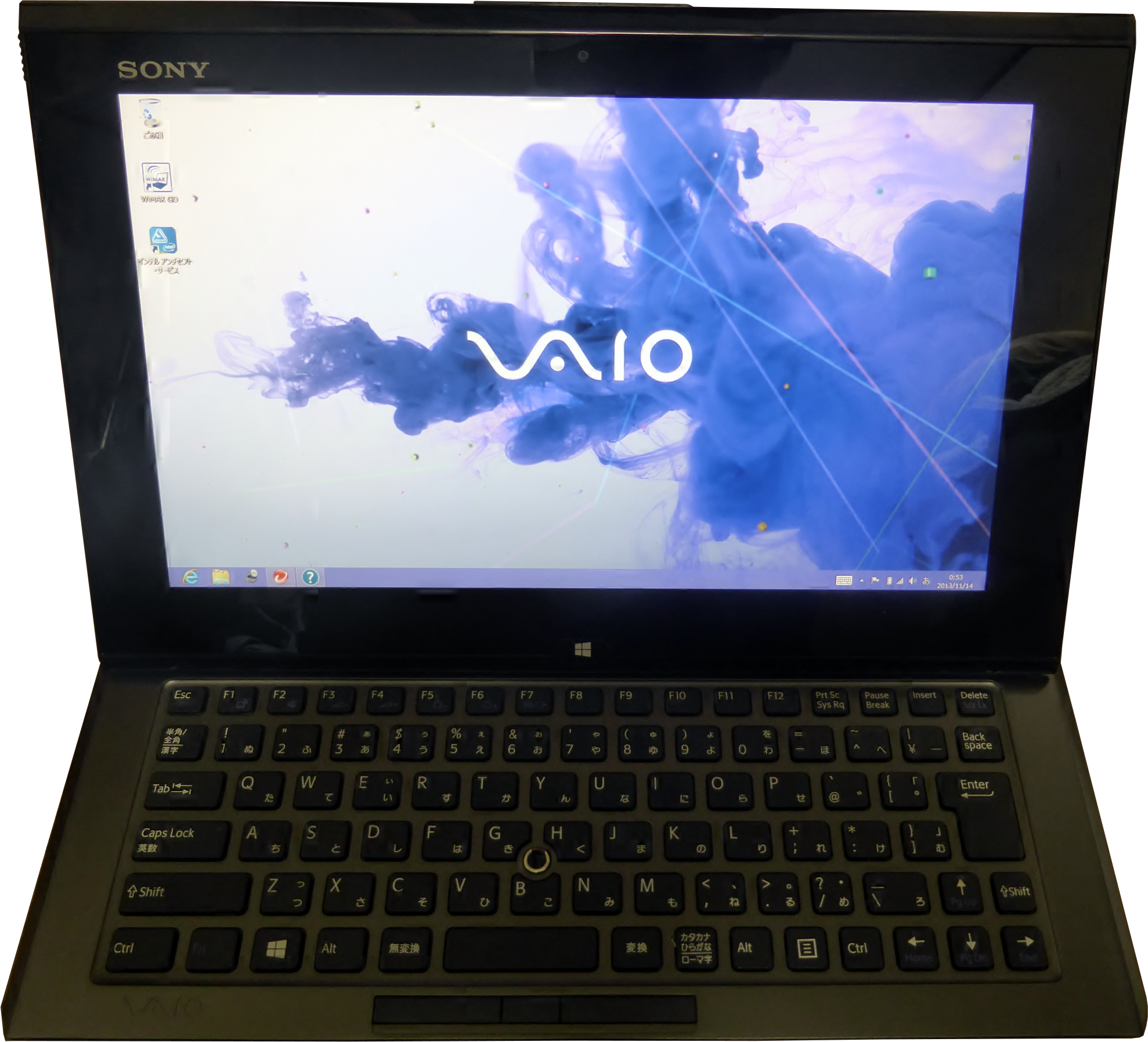
Sony Vaio Duo 11 (2012)

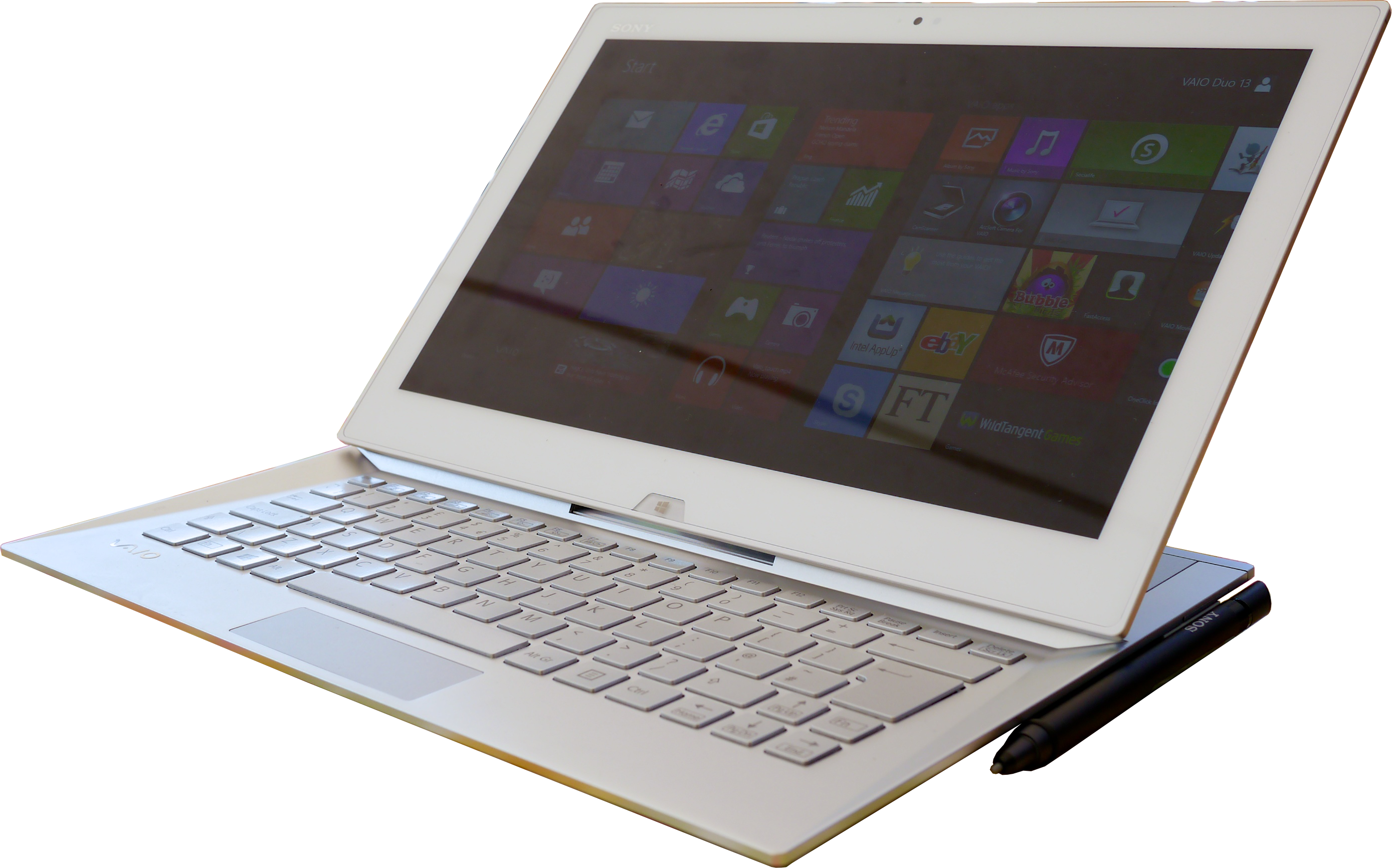
Sony Vaio Duo 13 (2013)

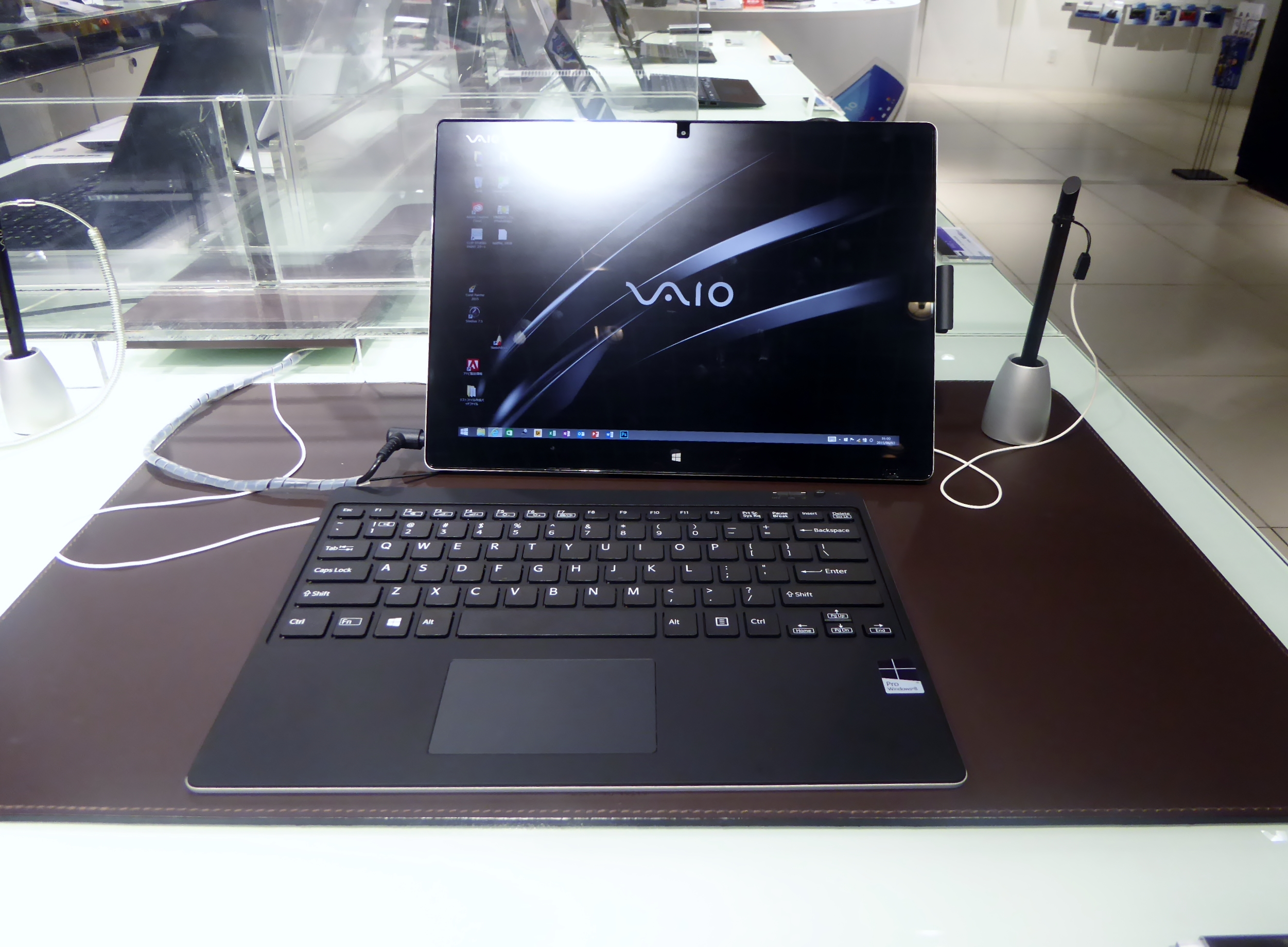
VAIO Z Canvas (2015)

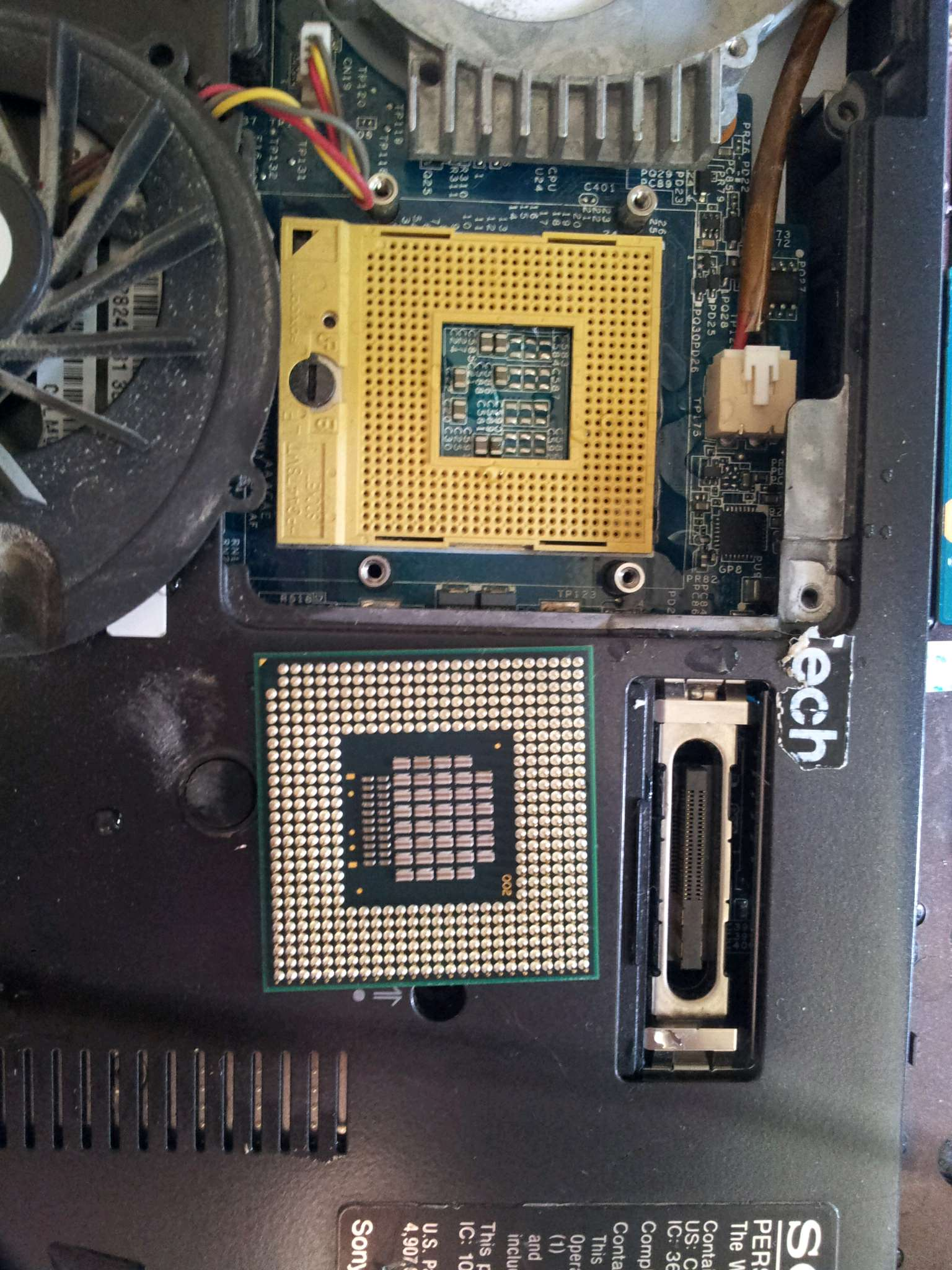
Interior de la computadora portátil Sony Vaio VGN-C140G

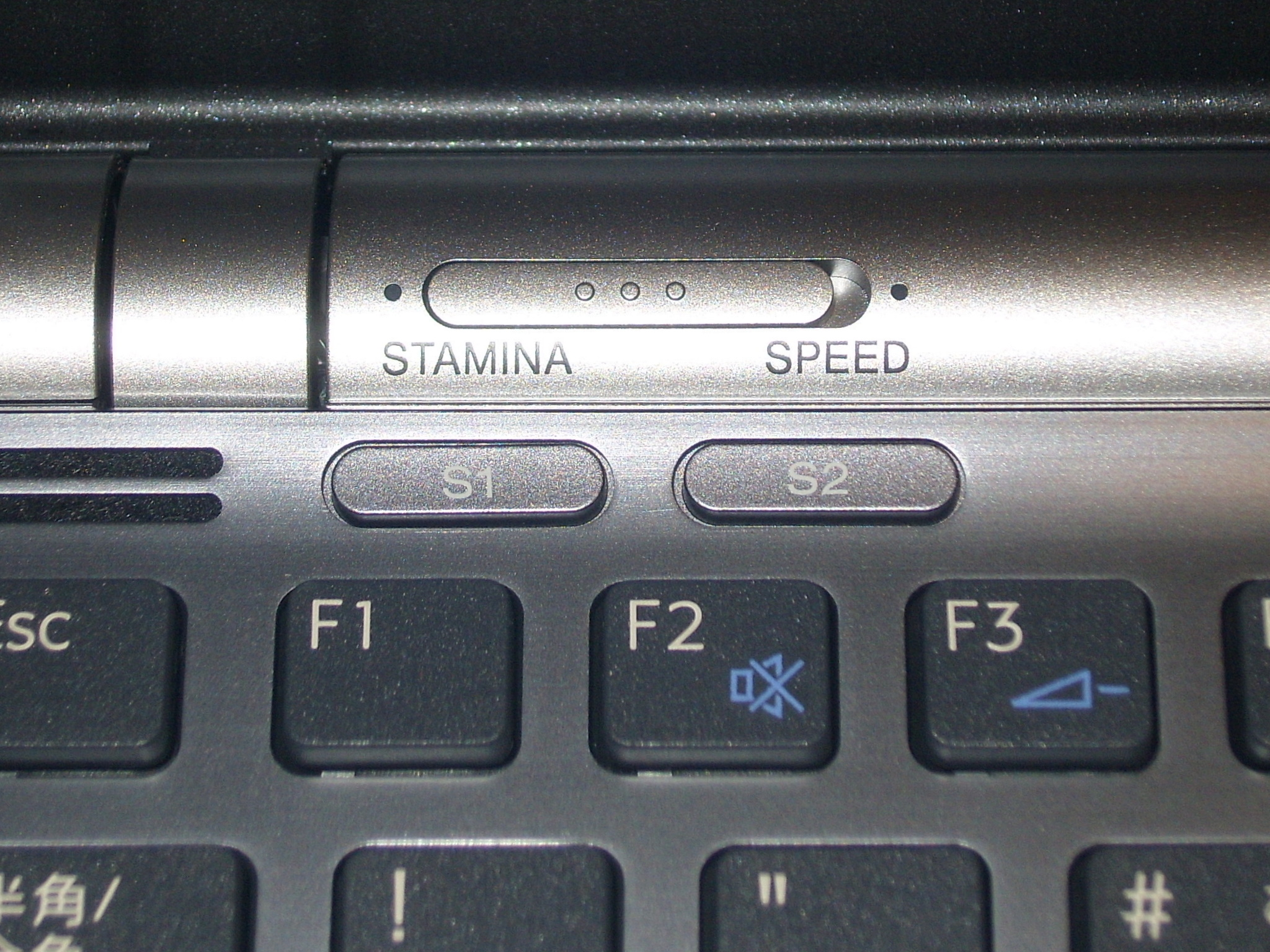
Teclado y botones de interruptor de las Sony Vaio Z series (2008)

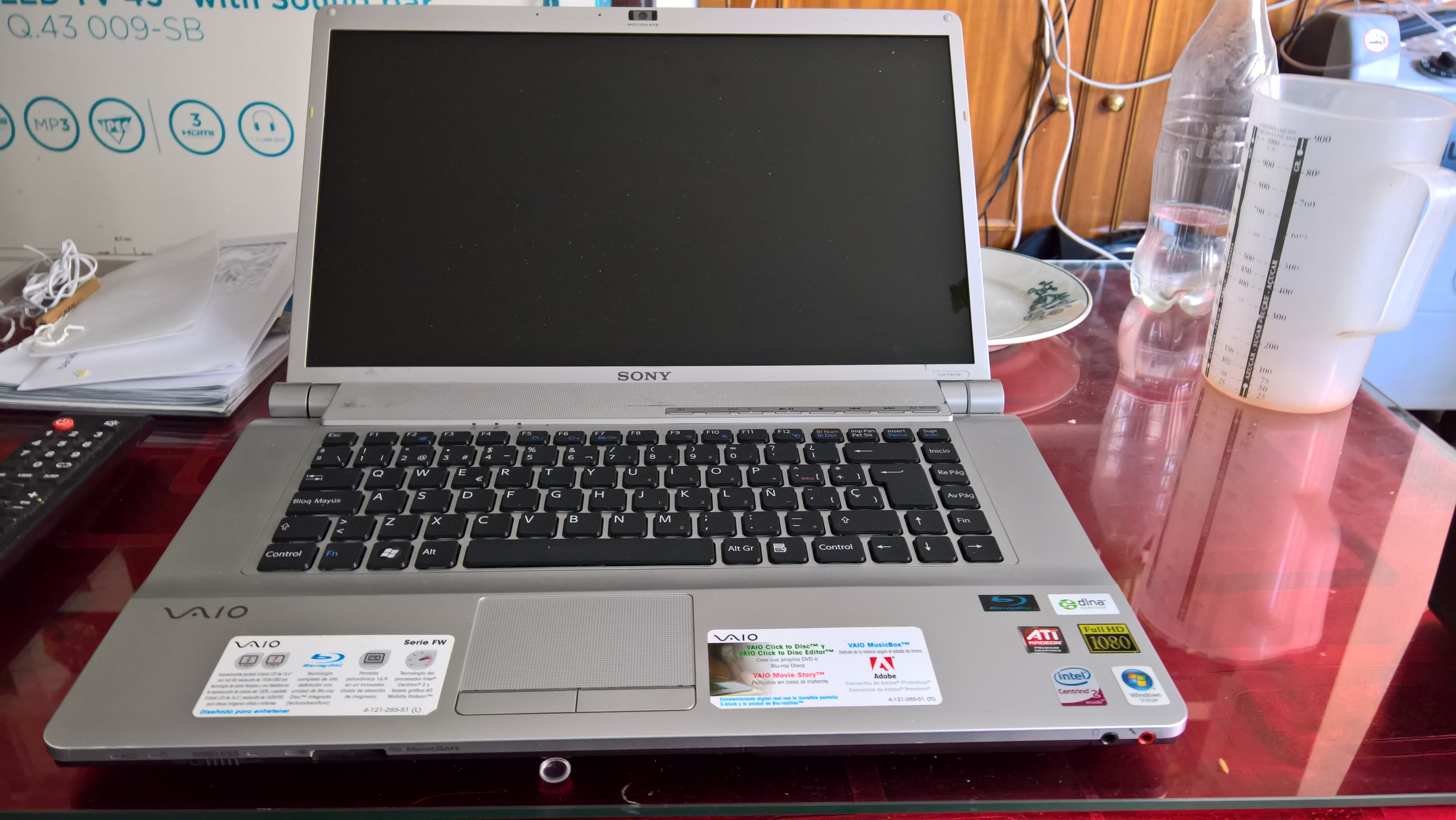
Sony Vaio VGN-FW51M abierto a máximo

VAIO Corporation (en japonés: 株式会社, Baio Kabushiki Kaisha) es una empresa japonesa fabricante de ordenadores personales y de escritorio, con sede en Azumino, prefectura de Nagano, Japón. Lanzada en 1996 como la marca y división de ordenadores personales de Sony Corporation, en 2014 cuando se decidió separar este negocio de la empresa matriz, para formar una empresa independiente, llamada VAIO Corporation Inc.; como parte de una reestructuración para centrarse en los dispositivos móviles. Esta empresa fue vendida a Japan Industrial Partners (JIP) aunque Sony mantiene una participación menor del 5% del accionariado.
VAIO Corporation vende computadoras en Estados Unidos, Japón, India y Brasil, y mantiene acuerdos de comercialización exclusivos en otras regiones. Sony aún posee los derechos de propiedad intelectual de la marca y el logotipo de VAIO. Dentro de la línea de computadores identificados con la marca Vaio se encuentran tanto ordenadores de sobremesa como ordenadores portátiles.

## Historia
Si bien Sony fabricó computadoras en la década de 1980, como las computadoras HitBit basadas en MSX principalmente para el mercado japonés, la empresa se retiró del negocio de las computadoras a principios de la década de 1990. Bajo la entonces nueva marca VAIO, el reingreso de Sony al mercado mundial de computadoras comenzó en 1996. El entonces presidente de Sony, Nobuyuki Idei, pensó que "no tenía sentido hacer una PC común", por lo que la línea VAIO se centró en lo audiovisual, la portabilidad y diseño.
Teiyuu Goto del Centro Creativo de Sony, estuvo a cargo del diseño de producto, nombre y logo. La palabra VAIO deriva del concepto Video and Audio Integrated Operation (en español, operación integrada de audio y vídeo) haciendo referencia a la capacidad multimedia de dicha línea de computadoras, pero desde 2008 hace referencia a Visual Audio Intelligence Organizer (organizador de inteligencia audiovisual) para conmemorar el décimo aniversario de la marca. Goto incorporó muchos significados dentro del diseño del logo y siglas de VAIO: la pronunciación tanto en inglés (VAIO) como en japonés (バイオ) es similar a "bio", que simboliza la vida y la evolución futura del producto; también suena similar a "violeta", razón por la cual la mayoría de los primeros Vaio eran morados e incluían componentes morados. Además, el logotipo está estilizado para hacer que "VA" parezca una onda sinusoidal y "IO" como dígitos binarios 1 y 0, la combinación que representa la fusión de señales analógicas y digitales. El sonido que hacen algunos modelos Vaio cuando se encienden se deriva de la melodía que se crea al presionar el teclado de un teléfono para deletrear las letras VAIO.
El PCV-90 fue la primera serie de computadoras de escritorio presentada en 1996 y diseñada con una interfaz gráfica 3D como novedad para los nuevos usuarios. Las primeras computadoras portátiles VAIO siguieron en 1997 con el modelo "SuperSlim" PCG-505, construido con un cuerpo de magnesio de cuatro paneles. 
A lo largo de los años, muchas tecnologías e interfaces audiovisuales iniciadas por Sony se convirtieron en un enfoque clave para sus computadoras VAIO, incluidas las Memory Stick , i.Link e incluso MiniDisc. Se destaca también VisualFlow, que fue un programa de Sony distribuido a fines de la década de 1990 y principios de la década del 2000 con computadoras Sony VAIO.
En 2001, Steve Jobs presentó una PC Vaio con MacOS a los ejecutivos de Sony, sugiriendo la posibilidad de colaboración. El equipo Vaio de Sony finalmente rechazó la propuesta que consideraban una "desviación de recursos", ya que la popularidad de la marca de PC premium basada en Windows estaba en crecimiento. 
Los diseños posteriores de Sony Vaio se lanzaron durante un período de bajas ventas de PC e incluyeron modelos con innovaciones como soportes magnetizados y Vaio Tap, que fue diseñado con un teclado completamente separado. Los últimos modelos se complementaron con el sistema operativo Windows 10. 

### Separación de Sony
El 4 de febrero de 2014, Sony anunció que vendería la firma de computadoras Vaio debido a las bajas ventas. En marzo de 2014, se anunció que Japan Industrial Partners había comprado una participación del 95% en la división VAIO.
La venta se cerró el 1 de julio de 2014; el mismo día, la compañía anunció entradas renovadas en las líneas VAIO Fit y Pro. Los productos relanzados se distribuyeron inicialmente en Japón y luego en Brasil.
En agosto de 2015, Vaio anunció planes para volver a ingresar a los mercados internacionales, comenzando con Brasil y Estados Unidos. El CEO de Vaio, Yoshimi Ota, declaró que la compañía planeaba enfocarse más en productos de alta gama en segmentos de nicho (como las industrias creativas), ya que sentían que Sony estaba demasiado enfocado en intentar obtener una gran participación de mercado en su negocio de PC. La tableta Canvas Z se lanzó en Estados Unidos el 5 de octubre de 2015, a través de Microsoft Store y el sitio web de Vaio. El 16 de octubre de 2015, Vaio acordó introducir sus productos en Brasil a través de una sociedad con un fabricante local Positivo Informática.
El 2 de febrero de 2016, Vaio anunció que presentaría un teléfono inteligente con Windows 10. También ese mes, también se informó que Vaio estaba negociando con Toshiba y Fujitsu Technology Solutions para consolidar sus negocios de computadoras personales.
El 4 de junio de 2018, Nexstgo Company Limited anunció que obtendrá la licencia de VAIO Corporation para supervisar el negocio en Asia. Este acuerdo de licencia entre Nexstgo, con sede en Hong Kong, y VAIO Corporation, con sede en Japón, incluirá la fabricación, las ventas y el marketing, así como el servicio de las computadoras portátiles VAIO con la marca registrada VAIO en los mercados de Hong Kong, Macao, Malasia, Singapur y Taiwán.
Actualmente en EE. UU., los productos comerciales VAIO son vendidos por Trans Cosmos America, Inc.
A principios de 2021 la marca presentó el primer portátil con chasis sólo de fibra de carbono. Desde 2014, cuando VAIO se separó de Sony, la marca se había centrado exclusivamente en el mercado japonés. Con todo, este nuevo modelo llegará a occidente, y es el primero que lo hará desde que la marca es independiente.